# زید الحسینی
زید الحسینی (عربی: زيد الحسيني؛ زادهٔ ۷ ژوئن ۲۰۰۰) بازیکن فوتبال است.
وی همچنین در تیم ملی فوتبال Iraq U19 بازی کرده‌است.